# Jaap van Ginneken (muziek)
Jacob Pieter Frans (Jaap) van Ginneken (Teteringen, 7 september 1913 – Amsterdam, 28 augustus 1972) was een Nederlands dirigent, componist maar vooral ook geluidstechnicus en muziekproducent.
Hij was zoon van Pieter Josephus Hyronimus van Ginneken en diens eerste vrouw Geertruida Henrica Wilhelmina van Ginneken. Na haar overlijden hertrouwde die met Wilhelmina Abramina Titia de Meester. Vader was doctor in de scheikunde en directeur van een suikerfabriek in Bergen op Zoom. W.A.T. de Meester was eveneens doctor, maar dan in wiskunde en natuurkunde en eerder getrouwd met Ernst Julius Cohen.
Jaap van Ginneken, geboren aan de Ginnekenweg 34, trouwde zelf met Bé van de Kasteele (Bertha Jenny van de Kasteele, 1914-2005). Zij was oorspronkelijk pianiste, later onder andere historicus op het gebied van watermerken en enige tijd conservatrice van de papierhistorische Labarre-collectie in de Amsterdamse Universiteitsbibliotheek. Een van hun vier kinderen is de psycholoog Jaap van Ginneken. Na hun scheiding hertrouwde hij met de Française Eveline Selamme.
Hij doorliep het gymnasium in Roosendaal. Hij heeft compositie en directie gestudeerd aan het Amsterdams Conservatorium bij Sem Dresden, en ook enige jaren musicologie aan de Rijksuniversiteit Utrecht. Hij dirigeerde in 1937 het KRO Symfonie Orkest, een “schuilnaam” voor het Utrechts Stedelijk Orkest, in het Pianoconcert voor twee piano’s en orkest van Wolfgang Amadeus Mozart en een eigen werk (Die Chinesische Flöte). Hij schreef en dirigeerde zo in 1938 een symfonie voor de opening van de nieuwe KRO studio in Hilversum. In het seizoen 1939-1940 was hij tweede dirigent van het Nederlands Kamerorkest.  In 1942 dirigeerde hij nog als gastdirigent de Haarlemsche Orkest Vereeniging. Maar hij weigerde te tekenen voor de Kulturkammer van de bezetter, kon daardoor slechts losse werkzaamheden behouden, en dook uiteindelijk zelfs in eigen huis onder om te ontkomen aan Arbeitseinsatz in Duitsland. Na de Bevrijding kreeg hij van ‘Herrijzend Nederland’ als dirigent opdracht om een hernieuwd Nederlands Kamerorkest te formeren, en daarvan zelf de eerste dirigent te worden.
Met vooruitziende blik had hij echter vóór de oorlog daarnaast ook al een cursus radiotechniek gedaan, bij het PBNA in Arnhem, en was in 1938 tevens begonnen als muziekregisseur en ‘klankcontroleur’ bij de Nederlandse Radio Omroep, tot hij in 1942 was ontslagen. Hij werkte vervolgens ook enige tijd aan filmmuziek, voor de bekende regisseur Ludwig Berger. Ondertussen vroeg platenmaatschappij Decca hem alvast na te denken over de mogelijkheden na de oorlog, en begon hij na de Bevrijding voor hen als klankregisseur.
Eerder was hij op het NatLab van Philips bezig geweest met elektronische muziek, en betrokken bij de ontwikkeling van het 31-toonsorgel van Adriaan Fokker. Zo belandde hij in 1950 bij het nieuw opgerichte Philips Records en Phonogram met haar vele sublabels. Hij reisde veel voor hen, ook voor het vastleggen van authentieke ‘wereldmuziek’ uit alle windstreken, maar de nadruk lag op klassieke muziek.
Hij heeft bijvoorbeeld de eerste plaatopname van het Nederlands Blazers Ensemble op zijn naam staan, was later ook verantwoordelijk voor een Mahlercyclus van het Koninklijk Concertgebouworkest onder leiding van Bernard Haitink en een Beethovensonatecyclus met Claudio Arrau. Van Ginneken werd in 1969 voor zijn werk onderscheiden met de eremedaille van het Concertgebouworkest. De Mahleropnamen leverden hem postuum een Edison klassiekprijs op (1972).
De Mahleropnamen werden gemaakt in 1968 zonder gebruik te maken van het professionele Dolby A systeem voor ruisonderdrukking.                                                          Philips ging pas over tot de aanschaf van Dolby na de introductie van meersporen-opnametechniek.
Uit zijn pen kwamen voorts een Symfonie, een Burleske voor strijkkwartet, een Celloconcert, en een Pianoconcert. Zijn Symfonische dans werd in 1943 uitgevoerd door het Residentie Orkest onder leiding van Toon Verhey. Van zijn hand verscheen ten slotte het boekwerk over geluidstechniek Toekomstmuziek (1948).
- International Standard Name Identifier: 0000 0000 5019 0835
- Library of Congress Control Number: nr2004034193
- Nederlandse Thesaurus van Auteursnamen: 069429081
- Virtual International Authority File: 76268821
- WorldCat: E39PBJcgyyWgyyVHPTCdfTWVYP